# Oroluk
Oroluk est un atoll des États fédérés de Micronésie situé dans le district des îles extérieures de Pohnpei, dans l'État de Pohnpei. L'île principale, d'une superficie de 0,13 km2, est actuellement inhabitée. Une station météo est installée sur l'île.

### Topographie

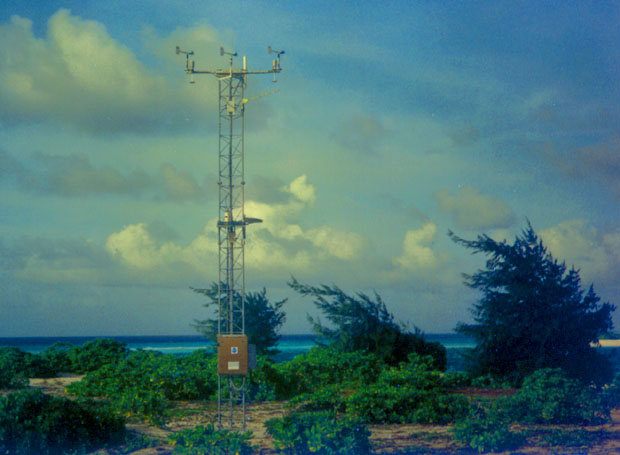
Vue de la station météorologique d'Oroluk.

## Géographie

### Démographie
L'île d'Oroluk a été habitée de façon très épisodique. Aucun habitant n'est enregistré lors des recensements de 1920 à 1930. Ils sont quatre en 1935. L'île est déserte d'après les recensements de 1958 à 1973, occupée par six personnes en 1980, à nouveau vide de population humaine depuis le recensement de 1985,.